# František Rédei
František II. Rédei (Rhédey de Kisréde) (Fiľakovo – 10. dubna 1621 Slovensko) byl vojenský hodnostář, zemský hodnostář, statkář.

## Rodina
- otec Pavel II. Rédei
- manželka Katarína rod. Károlyová

## Životopis
Představitel uherské šlechty, od mládí sloužil v armádě, 1596 kpt. Fiľakova, od 1607 do smrti kpt. Oradey a župan bihárské stolice. Jeden z vůdců stavovských povstalců proti Habsburkům (1604, 1619). Velitel povstaleckých oddílů, které v době Bočkajova povstání vyplenily jižní část Banské Bystrice, odvlekly rychtáře Jiřího Zahlweina a založily požár (1605). Roku 1606 povýšen na velmože, roku 1621 zajat a uvězněn na Fiľakovském hradě, kde zemřel.

## Ocenění
Roku 1608 byl králem Matyášem vyznamenán Řádem zlaté ostruhy.